# Kaestneria bicultrata
Kaestneria bicultrata là một loài nhện trong họ Linyphiidae.
Loài này thuộc chi Kaestneria. Kaestneria bicultrata được Jun Chen & Chang-Min Yin miêu tả năm 2000.